# Olivier Weller
Pour les articles homonymes, voir Weller.
Olivier Weller est un archéologue français, chargé de recherche au CNRS, spécialisé dans l'étude de la production du sel, du Néolithique à la Protohistoire européenne.

## Biographie
Olivier Weller obtient son doctorat de Préhistoire en 2000 sur l'exploitation du sel au Néolithique et Chalcolithique et ses dimensions socio-économiques. À travers des études archéologiques et ethnologiques menées en Nouvelle-Guinée, il démontre l'influence de la proximité des sources de sel sur les dynamiques de peuplement. Il entre au CNRS en 2002, où il dirige un projet de recherches sur les sources salées de Moldavie. Il collabore également à des programmes d'études en Espagne et en Allemagne.
Depuis 2012, il mène également des fouilles des décors du film Peau d'âne de Jacques Demy, dans le domaine du château de Neuville, à Gambais. Sa démarche sert de point de départ au film Peau d'âme, de Pierre Oscar Lévy, dont la sortie est prévue en 2018.

## Publications
- Olivier Weller, Jean-Claude Hocquet et Antonio Malpica Cuello, Hommes et paysages du sel, Paris, Actes Sud, 2001, 191 p. (ISBN 978-2-251-33842-2)
- (fr + en) Olivier Weller, Alexa Dufraisse et Pierre Pétrequin, Sel, eau et forêt. D’hier à aujourd’hui : Actes du colloque international de la Saline royale d’Arc-et-Senans, octobre 2006, Besançon, Presses universitaires de Franche-Comté, coll. « Les Cahiers de la MSHE / Homme et environnement » (no 12), 2008, 570 p. (ISBN 978-2-84867-230-4 et 2-84867-230-7, DOI 10.4000/books.pufc.25467, lire en ligne)
- (en) Olivier Weller, Marius Alexianu et Roxana Curca, Archaeology and Anthropology of salt. A diachronic approach. : Proceedings of the International Colloquium, 1-5 October 2008, Al.I. Cuza University (Iaşi, Romania), Oxford, Archeopress, coll. « BAR International Series » (no 2198), 2011, 226 p. (ISBN 978-1-4073-0754-1)
- Olivier Weller et Bernard Moinier, Le sel dans l’Antiquité ou les cristaux d’Aphrodite, Paris, Les Belles Lettres, coll. « Realia » (no 31), 2015, 37 p. (ISBN 978-2-251-33842-2)
- Olivier Weller et Robin Brigand, Archaeology of Salt. Approaching an invisible past, Leyde, Sidestone Press, 2015, 227 p. (ISBN 978-90-8890-303-8)